# Фиктивни прикази ромског народа
Многи фиктивни прикази ромског народа у књижевности и уметности приказују наративе о ромском народу који наводно има мистичне способности предвиђања будућности, као и његов страствени и незадрживи темперамент, упарен са неуништивом љубављу према слободи, али и криминалном навиком. Критике које се упућују ка потретрисању Рома у популарној култури показују на сличности које се могу сусрести у антисемитским портретима Јевреја, где су обе групе стереотипично приказане негативно, као луталице, особе које преносе заразе, киднапују децу и чине друге злочине.
Роми су приказивани у Викторијанско доба и у модерној британској литератури као особе са „злобним, окултним и криминалним тендецијама” и углавном повезиване са „лоповлуком и лукавством”, а у енглеском ренесансном и барокном позоришту имају „елементе необичног шарма” као и „елементе који их описују као најнижи слој друштвено одбачених” али и као „обмањиваче”. У опери, књижевности и музици широм Европе, Ромкиње су приказиване као провокативне, сексуално слободне, прљаве, егзотичне и мистериозне. Холивудска и европска кинематографија, као и популарна музика су промовисали сличне стереотипе.
Најзначајнији прикази ромског народа се могу наћи у класицима као што су „Кармен” Проспера Меримеа, адаптирано у оперу Кармен Жоржа Бизеа, роману Виктора Игоа „Богородичина црква у Паризу (роман)” и у новели Циганчица Мигела де Сервантеса. Роми су, такође, доста романтизовани у Совјетском Савезу, класично дело је „Цигани лете у небо” из 1975. Много реалистичнији приказ савремених Рома сусрећемо на простору Балкана, углавном у филмовима који приказују глумце Роме који говоре на свом матерњем дијалекту, мада и даље играју улоге са клишеима и стереотипима о мистичним способностима и везом са криминалним радњама, као што можемо видети у филмовима Емира Кустурице Дом за вешање из 1988. и Црна мачка, бели мачор из 1998. Други реалистични приказ Рома у бившој Југославији јесте Скупљачи перја у режији Александра Саше Петровића.

### Пре 19. века
- 1603-1611: У Шекспировим делима Отело(роман) и Бура се појављују ромски ликови, као „Египатски укротитељ змија, који скоро да може да чита мисли” и верује се да су први ромски имигранти, са својим егзотичним изгледом у Енглеској утицали на развој лика Калибана, јединог људског становника мистичног острва (Калибан на англо-романском значи црн).
- 1613: Циганчица Мигела де Сервантеса
- 1722: У делу Мол Фландерс Данијела Дефоа, најранија сећања су на лутања кроз групу људи који се зову „Цигани или Египћани” у Енглеској.

### 19. век
- Роми се појављују у неколико кратких прича француског писца Гиа де Мопасана
- Енглески песник Џон Клер, у свом делу Vagabond in a Native Place написао је неколико песама где романтизује начин живота, културу и лутања енглеских Рома.
- 1815: Е делу Ема енглеске књижевнице Џејн Остин, Роми су имали кратак приказ у виду деце која су намамила Харијет на усамљену сеоску стазу. Опис који даје Остин је такође романтизован.
- 1815 и 1823: Роми су приказивани и у делима Валтера Скота.
- 1831: Богородичина црква у Паризу (роман), роман према роману Виктора Хугоа.
- 1841: Роман Стара продавница реткости Чарлса Дикенса.
- 1845: Кармен Проспера Меримеа
- 1847: У делиmа сестара Бронте, Шарлоте и Емили имамо приказе Рома, мада у роману Оркански висови није до краја потврђено.
- 1860: У роману Џорџа Елиота Воденица на Флоси, протагониста Меги бежи ка Ромима, али схвата да нема довољно знања о њима. Они јој нису наудили, али овај део има мрачно предсказнање о корацима које ће преузети када буде сазрела.
- 1897: У роману Дракула, Ејбрахама Брема Стокера, појављује се група Рома који раде за грофа Дракулу.

### 20. век
- 1926: У свом делу Девица и Циганин Д. Х. Лоренс користи свог младог ромског јунака као својеврсан противотров ригидности система друштвених класа.
- 1940: У роману За ким звоно звони, Ернеста Хемингвеја приказана је Ромкиња Рафаел.
- 1956: У познатом делу Доуди Смит 101 далматинац који је касније екранизован, псе је заробила старица која је Ромкиња и која жели да их прода. Њен коњ помаже псима да побегну.
- 1963: У делу Авантуре Тинтина белгијског стрип писца Ержеа приказано је неколико карактера који су Роми, као и неколико речи из ромског језика. Стрип је врло позитивно наклоњен ромској популацији.
- 1978 - данашњица: У проширеном универзуму Ратова звезда, појављује се раса ванземаљаца Рун, који поседују многе стереотипичне одлике Рома, као што су склоност ка лоповлуку, клански и номадски живот итд.
- 1984: У роману, а касније и филму Стивена Кинга,„Тањи” појављује се класични приказ ромске клетве.